# Vignir Svavarsson
Vignir Svavarsson, islandski rokometaš, * 20. junij 1980.